# 阿爾甫斯
阿爾甫斯（Alpheus）是希臘神話中的一個人物。他是歐開諾斯生下的三千個河神之一。

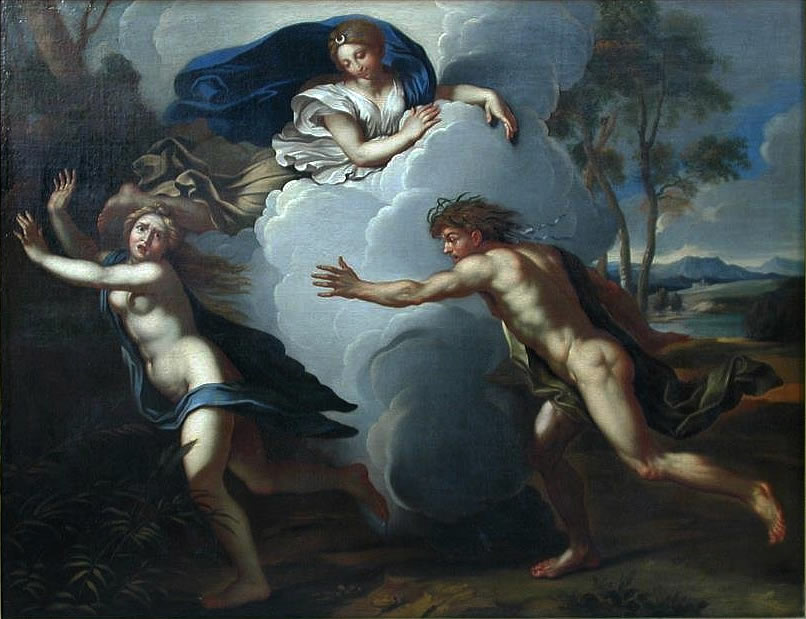
阿爾甫斯與阿瑞圖薩

傳說阿爾甫斯愛上了寧芙阿瑞圖薩。阿瑞圖薩為了躲避他，逃到了敘拉古，變身為一口井。不願意放棄的阿爾甫斯化身為阿爾菲奧斯河，從地底下流向敘拉古，這就是阿爾菲奧斯河與敘拉古在地底下相連的傳言的來源。